# 蔣卿
蔣卿（?—?），山西代州人，明朝政治人物、同進士出身。千户蔣海之子。

## 生平
正德八年（1513年）癸酉科山西鄉試舉人，五年（1526年），登丙戌科进士，歷官南京刑部雲南司郎中。嘉靖十六年（1537年）十二月升山东按察司佥事。